# Be One
Be One — девятый студийный альбом американской певицы современной христианской музыки Натали Грант, выпущенный 13 ноября 2015 года на лейбле Curb Records. Над созданием альбома певица работала с Берни Хермсом и Робертом Марвином.

## Отзывы
| Оценки критиков             | Оценки критиков |
| Источник                    | Оценка          |
| --------------------------- | --------------- |
| 365 Days of Inspiring Media | [ 4 ]           |
| CCM Magazine                | [ 5 ]           |
| The Christian Beat          | [ 6 ]           |
| Jesus Freak Hideout         | [ 7 ]           |
| New Release Today           | [ 8 ]           |

Альбом получил положительные отзывы от музыкальных критиков. Мэтт Коннер, давший альбому четыре с половиной звезды в журнале CCM Magazine, пишет: «Грант выпустила музыкальный набор песен, столь же широкий, как и её охват». Наградив альбом четырьмя звёздами в New Release Today, Микайла Шрайвер утверждает: «Этот альбом не отличается от других, и его сырая честность и отполированный, актуальный музыкальный стиль объединяются, чтобы создать ещё один шедевр Натали». Джонатан Андре, оценив альбом в пять звёзд на сайте 365 Days of Inspiring Media, пишет: «Это вихревая поездка для Натали, но если Be One — это хоть какой-то признак, то работа Натали должна быть оценена по достоинству в ближайшие недели и месяцы». В четырёхзвёздочной рецензии The Christian Beat Мадлен Диттмер говорит: «Натали смело демонстрирует страсть к воплощению веры в жизнь через тексты этих песен, бросая вызов слушателям и привлекая их впечатляющей, трогательной музыкальной динамикой и осуждающими, богослужебными текстами». Марк Райс, критикуя альбом в рецензии на две с половиной звезды для Jesus Freak Hideout, говорит: «Be One, возможно, самый слабый альбом Грант». ДеВейн Хэмби, рецензируя альбом для Charisma, пишет: «С Be One Грант снова доказывает, что она не только последовательный, но и инновационный артист, всегда ищущий новый способ предложить слушателям преображающую жизнь благую весть».

## Список композиций
| №                   | Название                                        | Автор(ы)                                                         | Длительность |
| ------------------- | ----------------------------------------------- | ---------------------------------------------------------------- | ------------ |
| 1.                  | «Be One»                                        | Natalie Grant, Becca Mizell, Sam Mizell, Emily Weisband          | 3:10         |
| 2.                  | «Good Day»                                      | Grant, Bernie Herms, B. Mizell, S. Mizell                        | 3:13         |
| 3.                  | «King of the World»                             | Grant, B. Mizell, S. Mizell                                      | 3:36         |
| 4.                  | «Love Has Won»                                  | Josh Bronleewe, Grant, Philippa Hanna, Herms                     | 3:34         |
| 5.                  | «Clean»                                         | Grant                                                            | 4:37         |
| 6.                  | «Symphonies»                                    | Mia Fieldes, Herms                                               | 3:40         |
| 7.                  | «Enough»                                        | Fieldes, Grant, Herms                                            | 3:55         |
| 8.                  | «Never Miss a Beat»                             | Matt Bronleewe, Sarah Reeves, Sam Tinnesz                        | 3:10         |
| 9.                  | «Ever Be»                                       | Chris Greeley, Kalley Heiligenthal, Bobby Strand, Gabriel Wilson | 5:11         |
| 10.                 | «More Than Anything»                            | B. Mizell, S. Mizell                                             | 3:09         |
| 11.                 | «Nothing but the Blood» (featuring Steve Grant) | Grant, Robert Lowry                                              | 4:33         |
| Общая длительность: | Общая длительность:                             | Общая длительность:                                              | 41:51        |

## Чарты

### Еженедельные чарты
| Чарт (2015)                      | Высшая позиция |
| -------------------------------- | -------------- |
| США (Billboard 200)              | 28             |
| США (Billboard Christian Albums) | 1              |